# Anadolu Ajansı
L'Anadolu Ajansı è un'agenzia di stampa di proprietà del governo della Turchia. La sua sede si trova ad Ankara.